# Морозов, Иван Георгиевич
Ива́н Гео́ргиевич Моро́зов (21 октября 1919 — 13 января 2011) — советский физик, государственный и партийный деятель. Первый секретарь Обнинского городского комитета КПСС (1956—1957). Заместитель председателя Государственного комитета по атомной энергии (Госатом), руководитель Международного управления Госатома. Участник Великой Отечественной войны.

## Биография
Иван Морозов родился 21 октября 1919 года в с. Уколово Курской губернии (ныне — в Губкинском городском округе Белгородской области).
За две недели до начала войны окончил Молотовский государственный университет имени А. М. Горького. С начала войны командовал зенитной батареей, противостоявшей налётам немецкой авиации на Москву. После окончания войны получил в армии рекомендацию осваивать новую дисциплину — ядерную физику — и был принят на 4-й курс физического факультета Московского государственного университета имени М. В. Ломоносова. В 1948 году окончил МГУ и был направлен на работу в Лабораторию «В». Изучал свойства бериллия и других реакторных материалов. За участие в организации работ по пуску Обнинской АЭС был награждён орденом Ленина (1951).
Возглавил политотдел Физико-энергетического института и после получения в 1956 году Обнинском статуса города был избран первым секретарём городского комитета КПСС; занимал этот пост до 1957 года.
Затем вновь вернулся к исследовательской работе в ФЭИ и занимался изучением нейтронно-физических характеристик реакторов транспортного назначения. Возглавлял лабораторию по реакторным исследованиям, с 1969 зав. отделом экспериментальной физики (отдел № 19). Кандидат физико-математических наук (1966).
О возвращении Морозова в науку Валерий Нозик писал:
Обычным было партийных руководителей города «добывать» из своих же институтских недр и туда же возвращать по сроку — с повышением, конечно. К совсем длинным срокам, то есть номенклатурной партийной карьере никто и не стремился, частично и потому что по калужским ступенькам все равно не двинешься — Калуга тебя на дух не знает, пока её объятий сторонишься, а в Москве все заметные места давно оккупированы. Так сменились на посту секретарей обнинского горкома КПСС Иван Георгиевич Морозов и Николай Иванович Борзов, приобретя (после потери нескольких лет на общественной работе для продвижения) приличные должности: начальника научной лаборатории и главного энергетика, соответственно.
В 1971 году Иван Морозов был назначен заместителем председателя Государственного комитета по атомной энергии (Госатом) и возглавил Международное управление Госатома.
В Обнинске был одним из лидеров любительского волейбола. Входил в состав волейбольной сборной Обнинска. Многократный чемпион Калужской области по волейболу. Одним из учеников и сотрудников Морозова был физик и волейболист Владимир Лепендин.

### Семья
Жена — Галина Морозова; дети:
- Сергей
- Наталья (в замужестве Добровольская).

## Награды
- Орден Ленина (1951)
- Орден Отечественной войны II степени (6.11.1985)[2]